# Малка (інструмент)

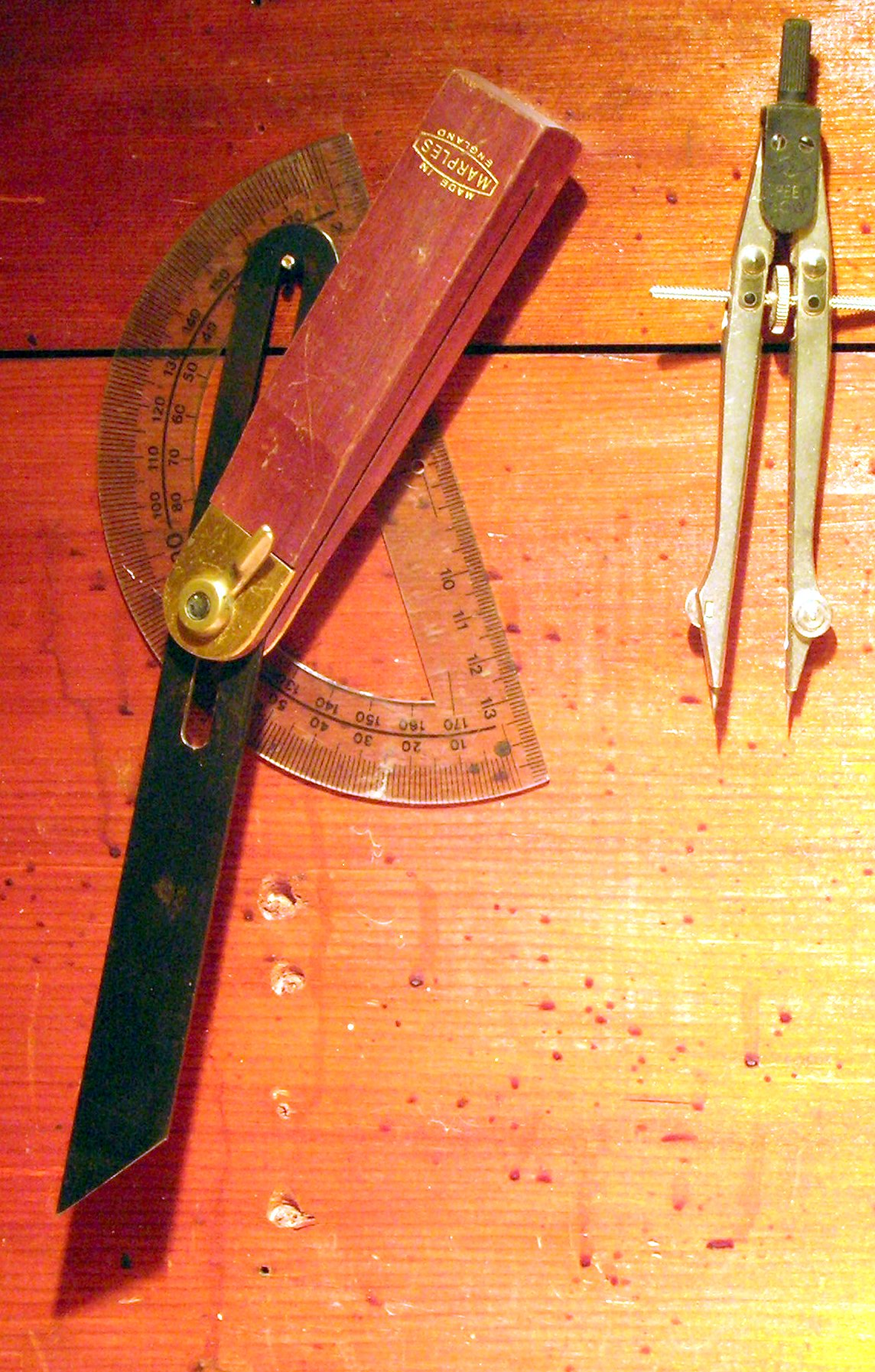
Малка (зліва) із вимірювальною шкалою

Ма́лка — різновид кутника, столярний та слюсарний інструмент для розмічання та "вимірювання" кутів, проведення паралельних ліній під заданим кутом, перенесення кутового розміру з деталі на заготовку тощо. В основному використовується теслями для «вимірювання» та перенесення всіх можливих кутів.

## Будова
Він складається з двох окремих частин, які кріпляться одна до одної затискним гвинтом і можуть рухатися одна відносно одної. Кут фіксується затягуванням гвинта, щоб потім можна було розмітити. Таким чином можна без вимірів точно визначити, під яким кутом, наприклад, потрібно пиляти крайку. Товстіша частина (колодка — основа) притискається до заготовки, по тоншій частині (лінійці) проводиться розмічання. Деколи між двома частинами малки розташовується шкала для вимірювання (відкладання) кутів.

## Використання
При виконанні столярних робіт застосовують дерев'яну малку. Колодка має поздовжній проріз, у який лінійка (перо) у неробочому положенні ховається. Перо і колодка шарнірно з'єднані за допомогою гвинта і гайки-баранця. Для того, щоб встановити перо в потрібне положення, необхідно послабити, а потім затягнути гайку-баранець.
При проведені слюсарних робіт, пов'язаних з ромічанням, використовують металеву малку.
Великі малки можуть застосовуватись при проведенні будівельних робіт.
Сучасні конструкції малок (кутомірів) оснащуються електронною цифровою шкалою вимірювання кутів та бульбашковим рівнем, що суттєво розширює можливості такого інструмента.

## Галерея

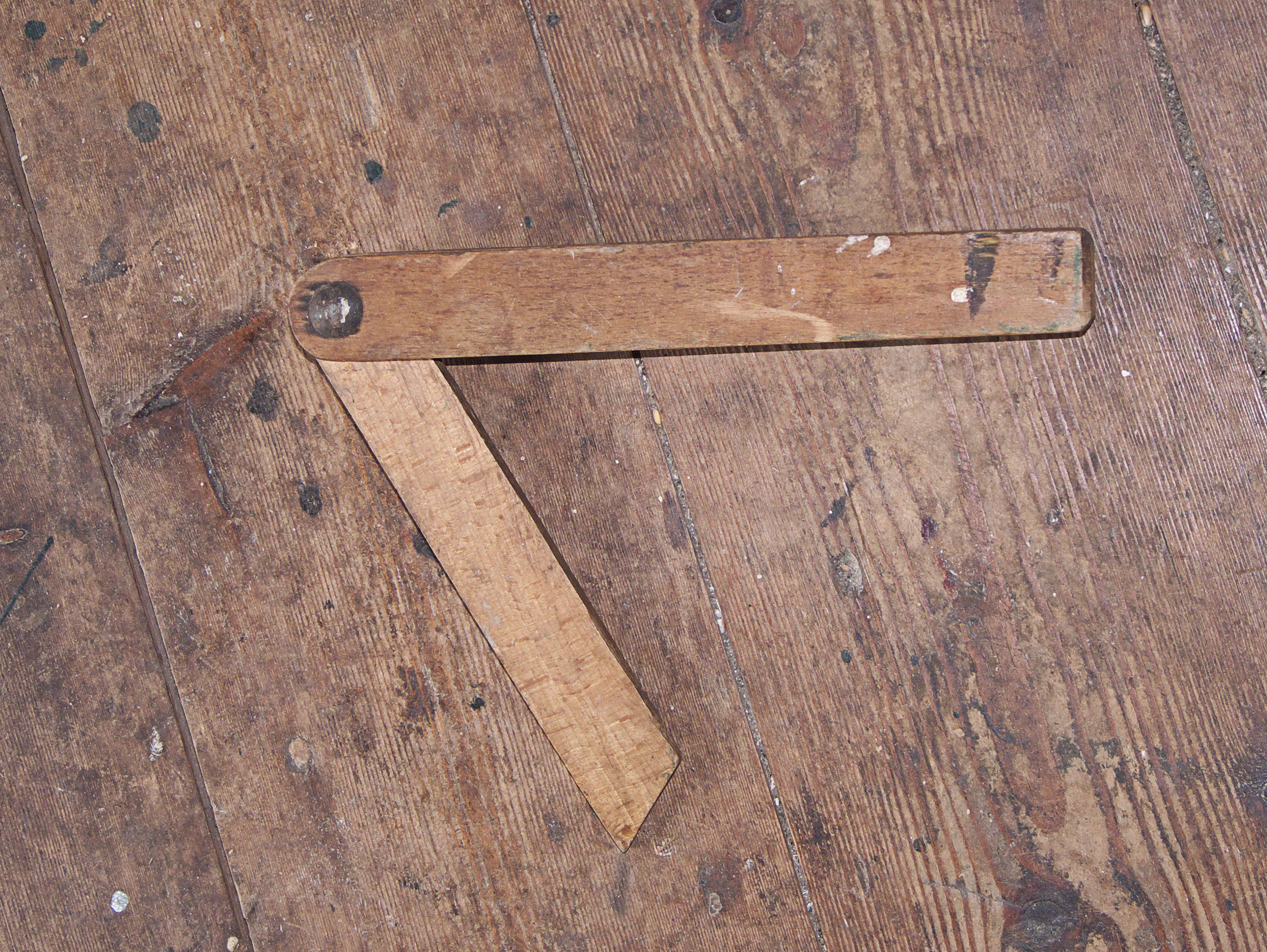
Дерев'яна малка
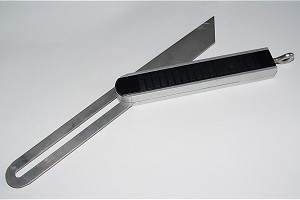
Металева малка
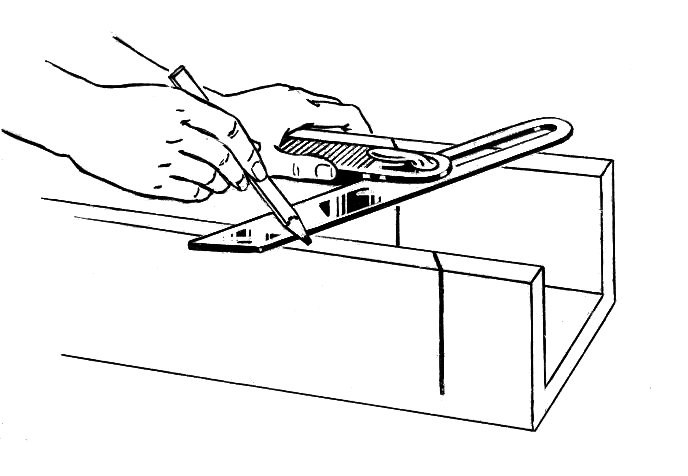
Малка у роботі